# Malvaviscus oaxacanus
Malvaviscus oaxacanus là một loài thực vật có hoa trong họ Cẩm quỳ. Loài này được Standl. mô tả khoa học đầu tiên năm 1923.